# Bois du Beynert
Le bois du Beynert est une forêt qui s'étend sur les communes belges d'Arlon et Attert en province de Luxembourg. Les villages de Freylange, Heinsch, Lischert et Metzert sont situés à sa périphérie. La ligne de partage des eaux entre le Rhin et la Meuse traverse le bois du Beynert. 